# Santa Catarina Estetla
 Santa Catarina Estetla es un poblado que está situado en el municipio de Santa María Peñoles. Santa Catarina Estetla está a 1878 metros de altitud.

## Geografía
Está ubicada a 17°01'36" latitud norte y 97°05"46' longitud oeste.

## Población
Según el censo de población de INEGI del 2010: la comunidad cuenta con una población total de 187 habitantes, de los cuales 106 son mujeres y 81 son hombres. Del total de la población 163 personas hablan el mixteco, divididos en 71 hombres y 92 mujeres.

## Ocupación
El total de la población económicamente activa es de 16 habitantes, de los cuales 8 son hombres y 8 son mujeres.